# Vigdis Moe Skarstein

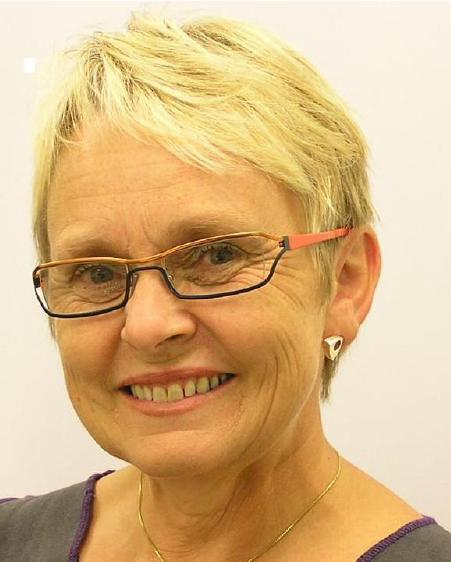
Vigdis Moe Skarstein

Vigdis Moe Skarstein (* 24. Dezember 1946 in Levanger) ist eine norwegische Bibliothekarin.

## Biografie
Skarstein schloss ihr Studium 1968 mit einem Abschluss in Bibliothekswesen an der Staatlichen Bibliothek- und Informationsschule Norwegens ab. 1984 beendete sie ihr Masterstudium an der Universität Oslo.
Sie arbeitete als Bibliothekarin in verschiedenen Bibliotheken, darunter in der Stadtbibliothek Trondheim.
Sie war Mitglied der Geschäftsleitung von Norsk rikskringkasting.
2004 wurde sie zur Direktorin der Nasjonalbiblioteket ernannt.
Sie ist Literaturkritikerin der Zeitung Adresseavisen.